# Wim Ravell
Wim Cesar Marie Peelman (Baasrode, 11 augustus 1961 - Zele, 6 juli 2021), beter bekend als Wim Ravell, was een Vlaamse zanger. Hij was de eerste winnaar van de Soundmixshow in 1989 met het nummer Jackie van Scott Walker. Hij scoorde nadien nog een hit met het nummer Annelies. Met het liedje Alles doen trachtte hij de selecties te winnen voor het Eurovisiesongfestival, maar zonder succes.

## Privéleven
Peelman was de vader van Andy Peelman. Toen Andy zes jaar was, gingen Wim Peelman en zijn vrouw uiteen. Peelman zou zijn zoon dertig jaar niet gezien hebben. 
Op 26 augustus 2011 huwde hij in Berlare met Christel Van Peteghem. In datzelfde jaar stopte Peelman met optreden vanwege problemen met zijn gezondheid. In 2018 kreeg hij slokdarmkanker. Hij overwon deze ziekte in 2020. Maar in mei 2021 viel nog een veel zwaarder verdict: lymfeklierkanker in een vergevorderd stadium. Peelman koos ervoor om zich niet te laten behandelen en overleed een korte tijd later. Peelman werd 59 jaar.

## Discografie
- Alles Doen
- Als Ik Niet Slapen Met Je Kan
- Annelies
- Au Bien Venue
- Cowboys & Indianen
- Dagdroom
- De Clown
- Dromen
- Een Echte Vriend
- Eén Zijn Met Z'n Twee
- Fatale Vrouw
- Fietsen
- Fietsen (Pop Corn Versie)
- Hé Komaan
- Hé Komaan (Wim Ravell vs. CDV - Remix 2008)
- Het meisje van het schilderijtje
- Ik Geloof Weer In De Liefde
- In The Still Of The Night
- Jackie
- Jaja Ik Ben Een Belg
- Jij En Ik
- Leve De Vrouwen
- Liefde Geven
- Liefde Op IJs
- Lieve Meid
- Mijn Grootste Fans
- Mijn Vlaamse Land (met Frank Valentino en Ivan Heylen)
- Mijn Zoon
- Mirella
- Op Al Mijn Reizen
- Rosanne
- Samen Dansen
- samen een straatje om
- Sarah
- Vrijgezel
- Wat Ben Ik Blij (Dat Ik Je Niet Vergeten Ben)
- We Gaan Feesten (duet met Tony Cabana)
- Wenen
- Winter

### Hitnoteringen
| Single met hitnoteringen in de Vlaamse Ultratop 50 | datum van verschijnen | datum van binnenkomst   | Laatste week notering   | Hoogste positie | Aantal weken |
| -------------------------------------------------- | --------------------- | ----------------------- | ----------------------- | --------------- | ------------ |
| Annelies                                           | 1992                  | 17/10/1992 (Positie 44) | 21/11/1992 (Positie 40) | 40              | 6            |

- MusicBrainz: 214c9ac3-e320-4785-a30d-96dc284ed8e9